# Croix de la Tuilière
Pour les articles homonymes, voir Tuilière.
La croix de la Tuilière est une croix de chemin située à Agris, en Charente, dans le sud-ouest de la France.

## Description

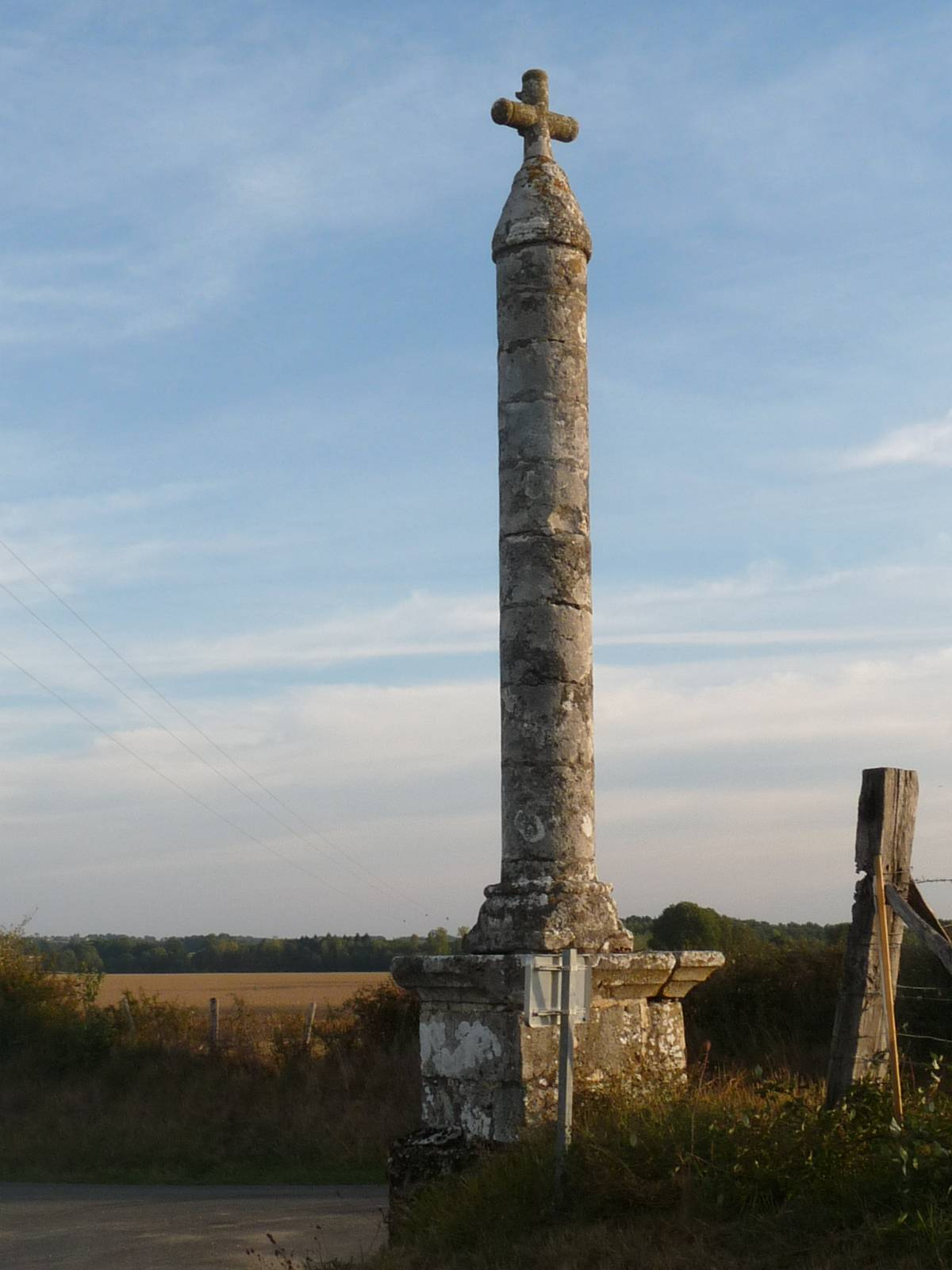
Vue du sud.

La croix de la Tuilière est une croix hosannière en pierre, haute de 6,35 m. Elle est composée d'un piédestal de pierre de taille en forme d'autel ou de reposoir, de 1,15 m de hauteur par 0,85 m de largeur, à entablement saillant, sur lequel repose une colonne cylindrique, dont le fût mesure 3,50 m de hauteur et 0,50 m de diamètre. La colonne est couronnée par un cône au sommet duquel est placée une croix à bras égaux de 0,60 m sur laquelle est sculptée une croix latine.

## Localisation
La croix est située dans le département français de la Charente, sur la commune d'Agris, légèrement au nord du bourg. Elle est dressée au croisement de deux chemins, reliant le hameau des Granges au bourg d'Agris et aux Chevilloux.

## Historique
La date d'édification de la croix de Tuilière n'est pas connue. Sa première mention remonte à 1642.
D’après une source plus ancienne, elle pourrait être du XIIe ou XIIIe siècle, renversée pendant les guerres de Religion, et restaurée en 1732.
Le conseil municipal, en séance du 26 août 1929, propose des travaux de confortement de la croix, qui penche vers le chemin, mais ajourne la proposition en raison du montant des travaux à effectuer. La municipalité a bénéficié du soutien du Touring club de France pour la conservation de la croix.
La croix est inscrite monument historique le 19 décembre 1986.